# جون جوزيف إغان
جون جوزيف إغان (بالإنجليزية: John Joseph Egan)‏ هو قسيس أمريكي، ولد في 9 أكتوبر 1916، وتوفي في 19 مايو 2001.